# Неро (језеро)
Језеро Неро (рус. Не́ро) је плитко, еутофично језеро у Јарославској области у Русији. Површина језера износи 54,4 km², дужина 13 km, ширина 8 km, а дубина износи 3,6 m. Његова старост се процјењује на 500.000 година, што га чини једним од тек неколико предглацијалних језера у средишњој Русији.
Обале језера су насељене од прије 6.000 година. Средиште племена Мерја се налазило у Сарском Городишу (рус. Сарское городище) на јужној обали језера. Језеро су назвали Неро, што у преводу значи „муљевит“, или Каово, што значи „мјесто гдје живе галебови“. У 9. веку на обале језера су се населили Словени, назвавши га Ростовским језером, према граду Ростову.
На језеру се налазе два острва: Левски (рус. Левский) у преводу „шумско острво“, и Рождественски (рус. Рождественский), што у преводу значи „Божићно острво“.